# Horní Podůlší
Horní Podůlší je základní sídelní jednotka obce Podůlší v okrese Jičín v Královéhradeckém kraji. Leží asi čtyři kilometry severně od okresního města Jičín. Leží nad silnicí I/35 vedoucí z Jičína do Turnova, která dělí obec Podůlší na dvě části: Horní a Dolní Podůlší.

## Historie
Horní Podůlší vznikalo v letech 1756–1788. Nová silnice (dnešní silnice I/35) z Jičína do Turnova byla postavena v letech 1832–1838.
Nad Horním Podůlším se zvedá vrch Brada se stejnojmennou obcí. Zde stála za bitvy u Jičína c. k. raketová baterie č. 11/I. Na vrcholu byly 29. června 1893 vysvěceny sochy svatého Petra a svatého Pavla jako připomínka bitvy, svedené na jejich svátek. Mezi sochami se tyčí vysoký dubový kříž postavený zde již roku 1891.

## Fotogalerie

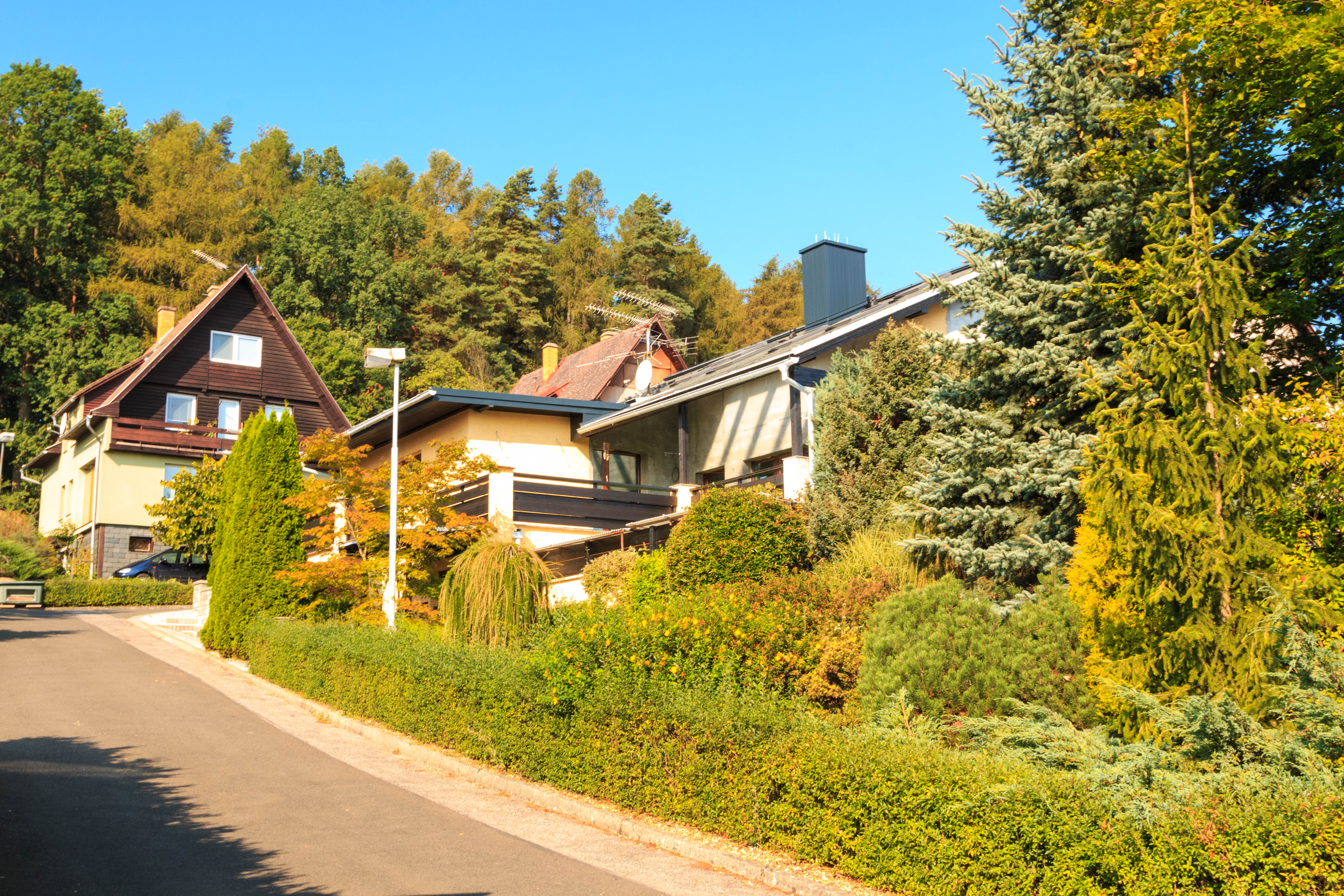
Horní Podůlší
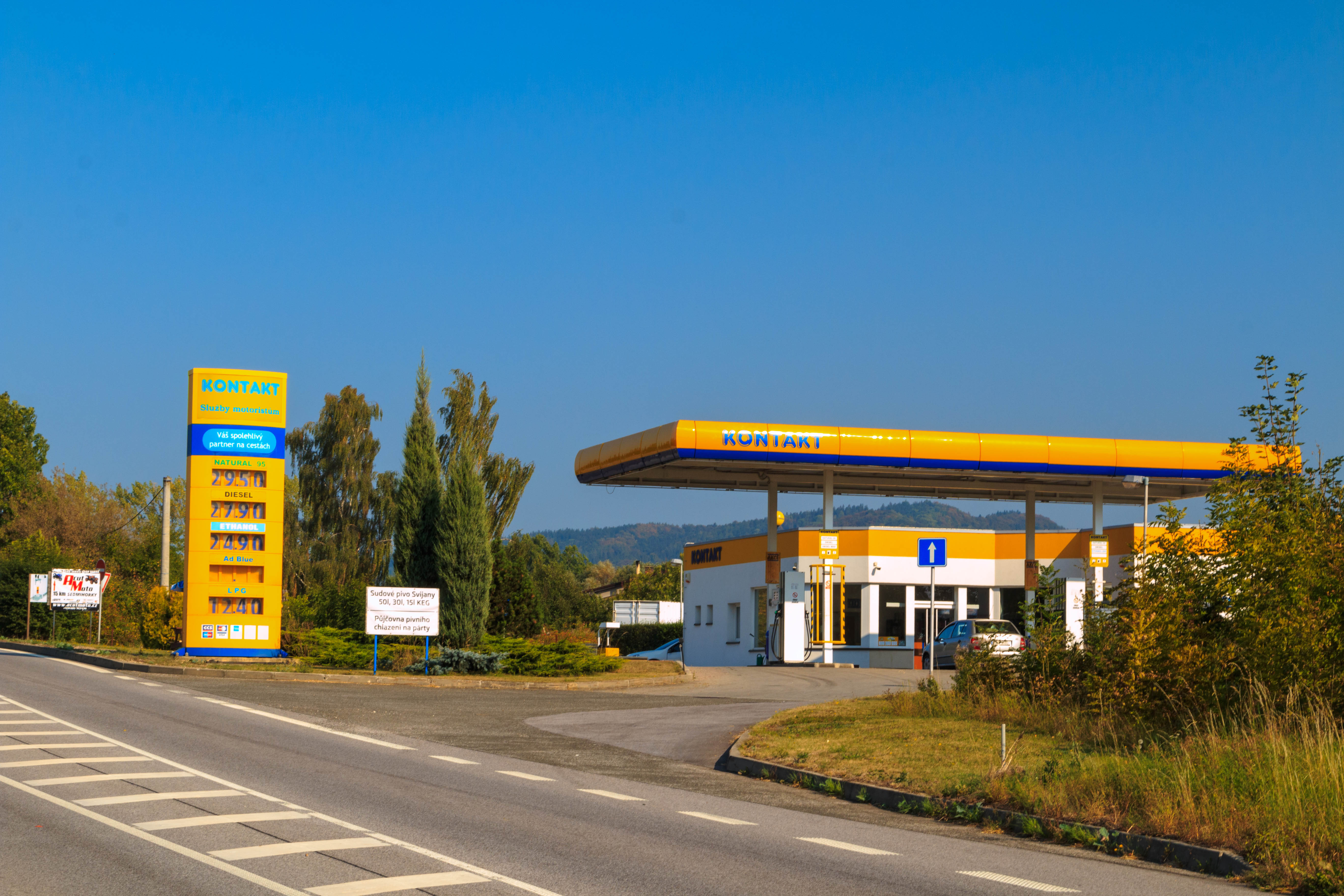
Benzínka
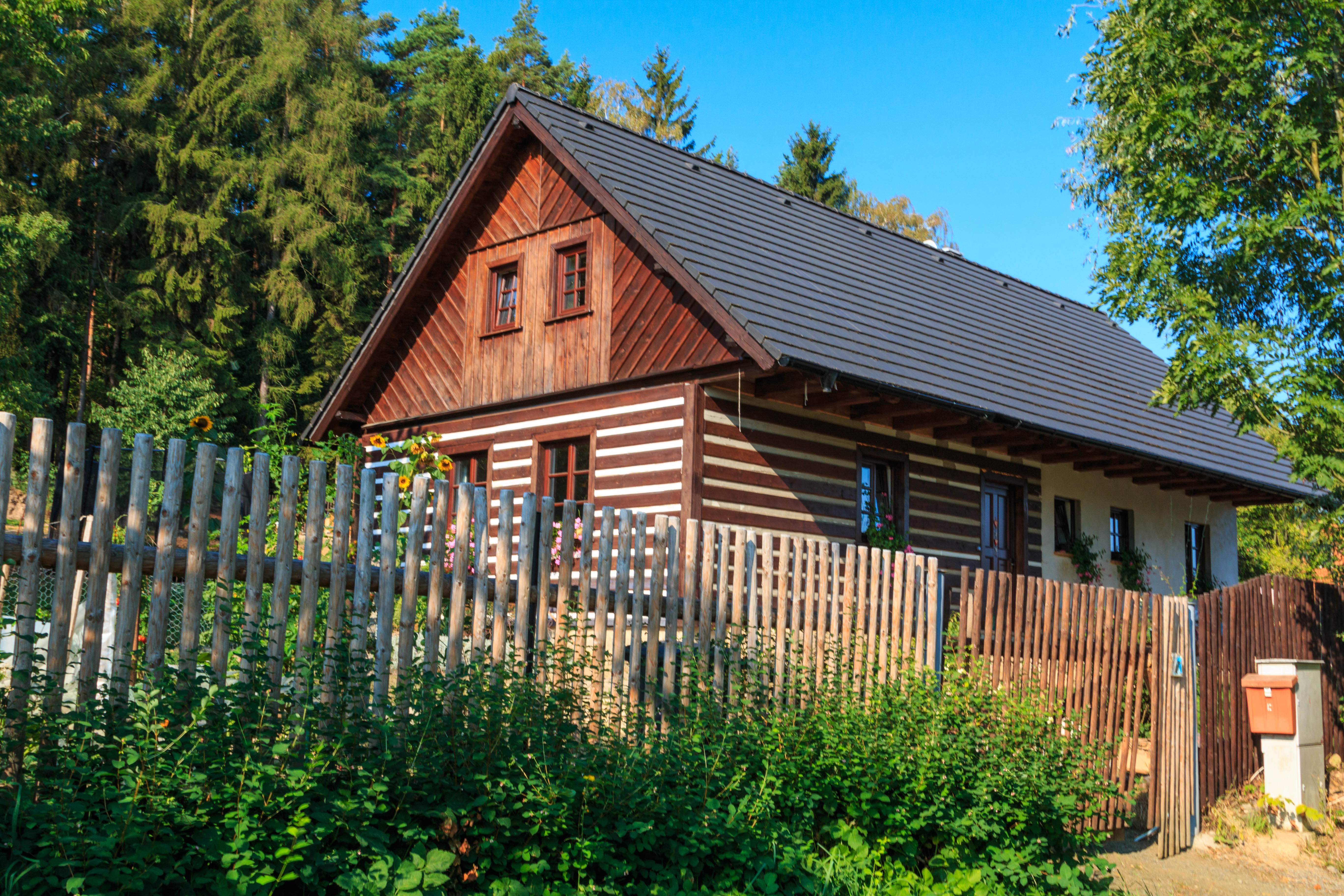
Dům č. 94
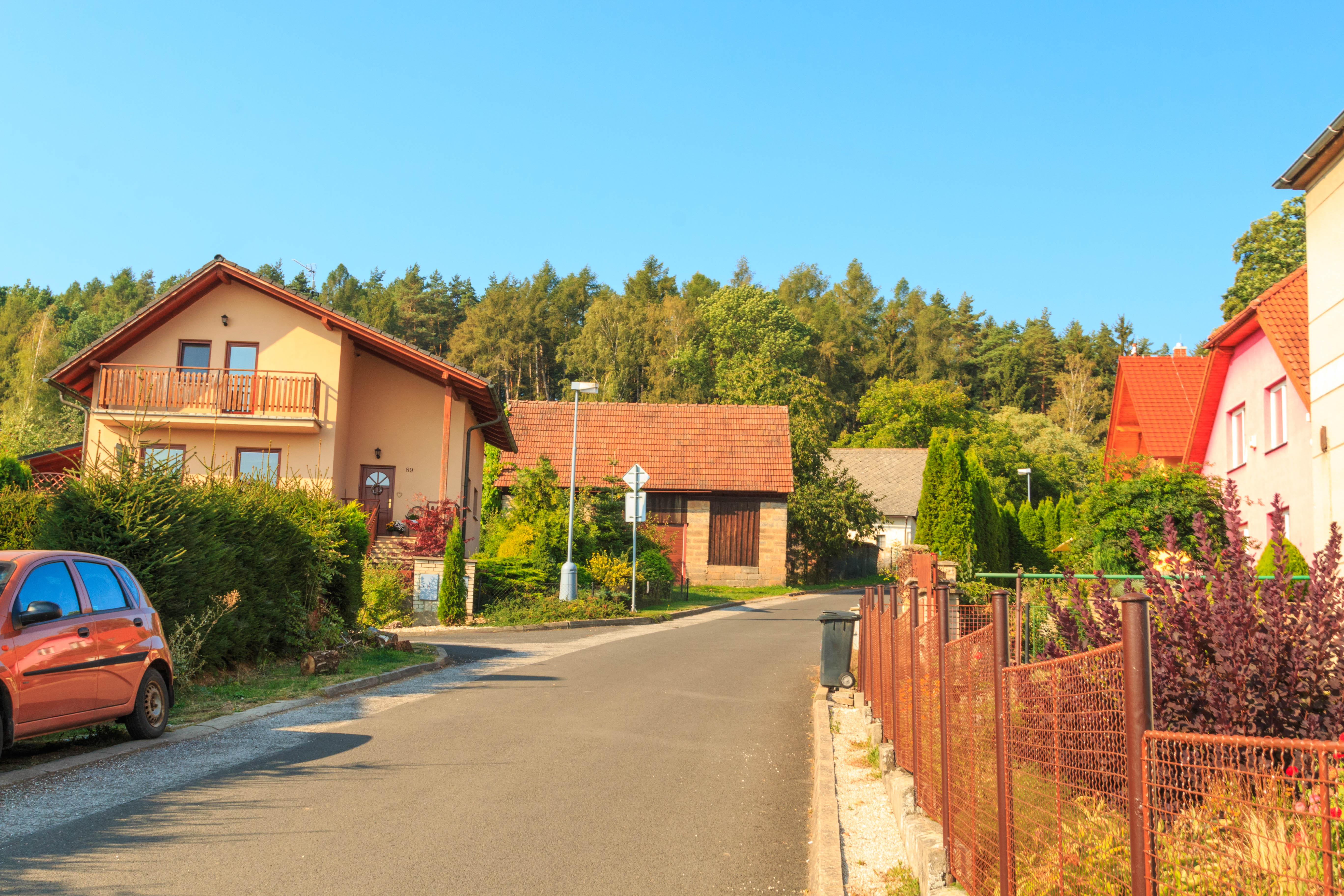
Dům čp. 83